# Carles Batlle i Jordà
Carles Batlle i Jordà (Barcelona 1963) és un dramaturg, novel·lista, assagista, professor i traductor català.

## Obres teatrals[3]
| Títol                                    | Any de la primera estrena | Lloc de la primera estrena                  | Edicions                                 |
| ---------------------------------------- | ------------------------- | ------------------------------------------- | ---------------------------------------- |
| Sara i Eleonora                          | 1995                      | Teatre Adrià Gual ("La Cuina") de Barcelona | 1995, 2011                               |
| Les veus de lambu                        | 2003                      | Sala Beckett de Barcelona                   | 1999, 2001, 2003                         |
| Combat                                   | 1998                      | Sala Beckett de Barcelona                   | 1999, 2000, 2002, 2005                   |
| Suite                                    | 2001                      | Sala Beckett de Barcelona                   | 2000, 2001, 2003, 2004                   |
| Bizerta 1939                             | 2006                      | Estrenada com a text radiofònic a COM.Ràdio | 2002                                     |
| Oasi                                     | -                         | Lectura Dramatitzada                        | 2003, 2008                               |
| La pilota i la formiga                   | 2003                      | Mercat de les Flors de Barcelona            | 2003, 2004                               |
| Nits a Basora                            | 2003                      | Teatre Principal d'Olot                     | Inèdita                                  |
| Temptació                                | 2004                      | Teatre Nacional de Catalunya                | 2004, 2005, 2006, 2007, 2008, 2009, 2010 |
| Trànsits                                 | 2007                      | Sala Beckett de Barcelona                   | 2007, 2008, 2011                         |
| Oblidar Barcelona                        | -                         | Lectura Dramatitzada                        | 2009, 2010, 2012                         |
| Zoom                                     | 2012                      | Sala Beckett de Barcelona                   | 2010, 2012                               |
| Efecte Fournier (joc de cartes)          | 2012                      | Sala la Planeta                             | 2012                                     |
| Perseu                                   | -                         | -                                           | 2014                                     |
| Still life (Monroe-Lamarr)               | 2020                      | Teatre Nacional de Catalunya                | 2019, 2020                               |
| Teatre reunit. Carles Batlle (1995-2019) | -                         | -                                           | 2020                                     |
| Nòmades (o El Camell Blau)               | -                         | -                                           | 2020                                     |

## Dramatúrgia
Carles Batlle ha fet varies adaptacions dramatúrgiques d'autors importants. Destaquen Pedro Almodóvar amb Jo, Patty Diphusa, juntament amb Mariona Anglada (1993); Harry Virtanen amb Nyam-Nyam (1994); Àngel Guimerà amb La festa del blat (1996); Ignasi Iglèsias amb La barca nova (2000); i Joaquim Ruyra amb Un ram de mar, juntament amb Pep Paré (2004).

## Novel·les[4]
- Kàrvadan. La llegenda de l'impostor. La Galera, 2012. ISBN 9788424643669
- Kàrdavan. Sota l'ombra del drac de pedra. La Galera, 2014. ISBN 9788424651626
- Kàrdavan. De la sang dels blaus. Alio Collectio, febrer 2016. ISBN 9788416567010

Posteriorment ha publicat:
- La doble vida d'Okita Sōji. Columna, 2022. ISBN 9788466429214

## Crítica literària[5]
- Adrià Gual: mitja vida de modernisme [amb Jordi Coca i Isidre Bravo]. Barcelona: Àmbit, 1992.
- Adrià Gual (1891-1902): per a un teatre simbolista. Barcelona: Publicacions de l'Abadia de Montserrat / Institut del Teatre, 2001.
- La representació teatral [coord. Enric Gallén i Francesc Foguet]. Barcelona: UOC, 2003.
- Teoria escènica d'Adrià Gual [eds. Carles Batlle i Enric Gallén]. Barcelona: Punctum/Institut del Teatre, 2016.
- Teoria escènica d'Adrià Gual [eds. Carles Batlle i Enric Gallén]. Madrid, ADE/Institut del Teatre, 2016.
- El drama intempestivo (Por una escritura dramática "contemporanea"). Mèxic, Paso de Gato/ Institut del Teatre, 2020. (Pròlegs de José Sanchis Sinisterra, Davide Carnevali i Gino Luque).
- El drama intempestiu (Per una escriptura dramàtica "contemporània"). Barcelona, Institut del Teatre / Angle, 2020. (Pròlegs de José Sanchis Sinisterra i Davide Carnevali).